# Berta Perelstein de Braslavsky
Berta Perelstein (Gobernador Sola, Entre Ríos, 19 de junio de 1913-Buenos Aires, 9 de septiembre de 2008) fue una pedagoga argentina y consultora internacional en enseñanza, considerada por muchos como «la maestra de los maestros». Fue la madre de Cecilia Braslavsky (1952-2005), otra destacada educadora argentina.

## Biografía
Obtuvo el título de Maestra Normal Nacional con la medalla de honor en la Escuela Normal N.º 7 en 1932 y recibió el diploma de honor de la Universidad de Buenos Aires, UBA, en 1946, al recibir el título de Profesora en Pedagogía de la Facultad de Filosofía y Letras. 
Realizó un posgrado y una actualización profesional con Henri Wallon en el Instituto de Psicobiología del Niño de la Universidad de París.
Fue expulsada del profesorado en 1936 por militar en la Juventud Comunista. Recién en 1963 pudo volver a trabajar en una institución oficial, al ingresar como profesora de la Universidad de La Plata (UNLP). Pero durante ese período trabajó intensamente en la actividad intelectual, académica y profesional. Por ejemplo, en 1948 formó parte del Instituto de Psicobiología del Niño de la Universidad de París, donde estudió las técnicas más avanzadas de la educación especial y los debates y análisis en torno a la niñez y adolescencia, durante toda la carrera y consiguió una beca que le permitió colaborar económicamente con su familia.
Inmersa en un clima antipositivista crítico del liberalismo y el cientificismo,
En 1943 fundó el Instituto Argentino de Reeducación (IAR), dedicado a trabajar con niños que necesitaban una planificación personalizada.
En 1948, en Budapest, participó del Primer Congreso Internacional de Mujeres por la Paz como delegada de la Unión de Mujeres Argentinas.Al volver a la Argentina participo activamente en una serie de congresos realizados en la Universidad de La Plata para debatir las reformas para la escuela normal y la formación docente en el país.
En 1949 recorrió el norte del país promoviendo la mejora de la formación docente. Se preocupó particularmente por la situación de la mujer y la educación de las niñas lo que la llevaría a ser convocada por la primera dama Eva Perón para interiorizarse sobre su trabajo. En 1952 es llamada para integrar el Consejo Nacional de Educación, en el marco del plan educativo quinquenal. Tras el golpe de Estado de 1955 debería exiliarse, por lo que optó a marchar a Costa Rica y luego a Brasil, dónde continuaría desarrollando su carrera como pedagoga.
En la década de 1970 sostuvo una relación epistolar ta con el educador brasileño Paulo Freire, autor de Pedagogía del oprimido, quien sostenía que el proceso de alfabetización de los marginados debía realizarse en sus propias comunidades, mientras de Berta insistía en la importancia del aula escolar y la interacción del maestro con sus alumnos.
Tras el golpe militar de 1976, se exilió en Venezuela donde asesoró al ministerio local, y a los de México y Cuba. 
Ha sido consultora de la Unesco en educación especial en los países de América Latina (1970-1976).

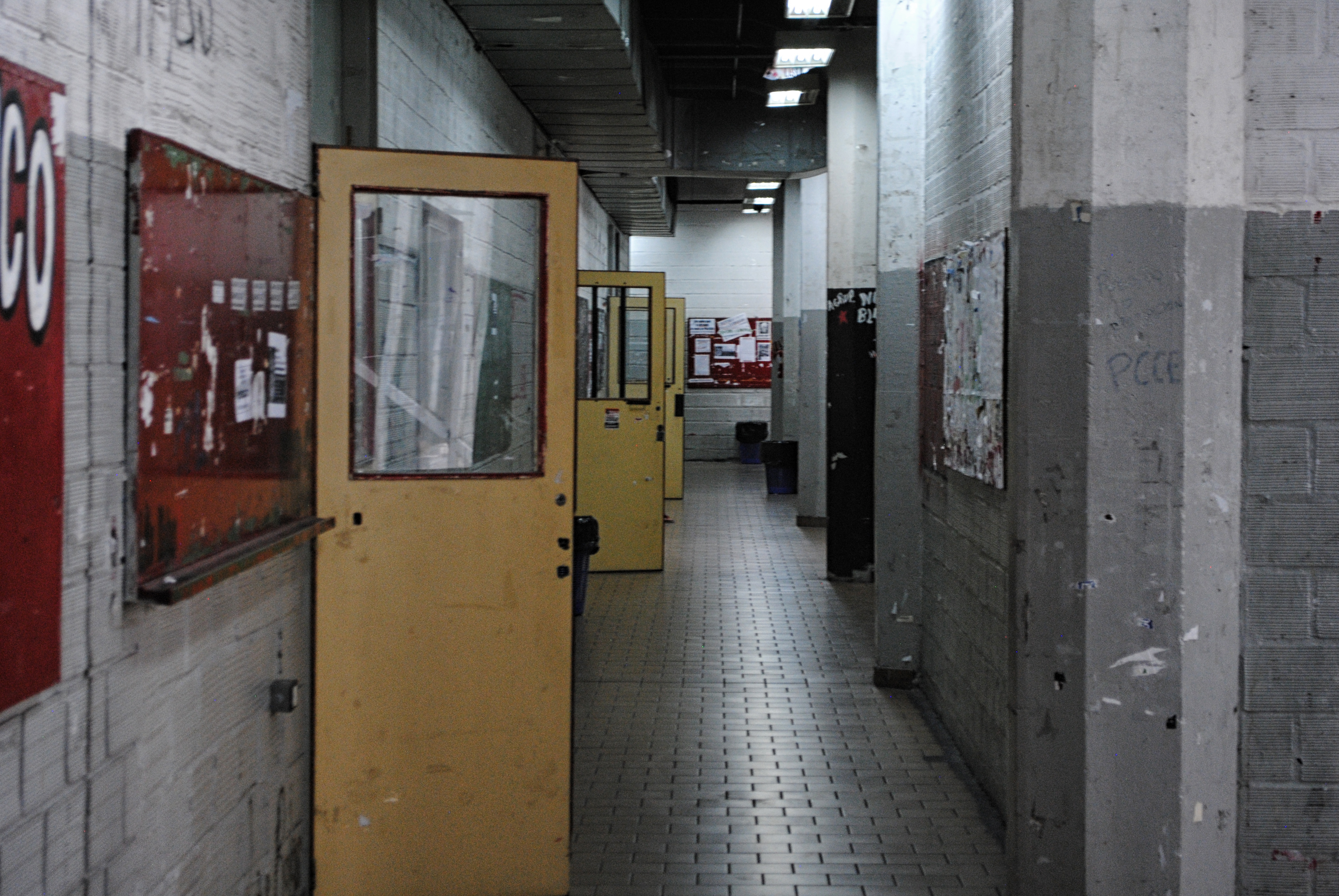
Facultad de Filosofía - UBA

Restablecida la democracia en Argentina el 10 de diciembre de 1983 retornó al país y comenzó a desempeñarse como profesora de la UBA. Al mismo tiempo fue la creadora del sistema de lectoescritura utilizado en las escuelas públicas de la ciudad de Buenos Aires.
En 1986 recibió el Premio Konex en Teoría de la Educación y la Investigación y en 1993 recibió el Premio Interamericano Andrés Bello de la Organización de Estados Americanos (OEA). En 1999 fue declarada Ciudadana Ilustre de la Ciudad de Buenos Aires por Ley 266.
En 2001 recibió el Premio a la Trayectoria otorgado por la Secretaría de Educación del GCBA, y el Premio Juntos Educar de la Vicaría de Educación del Arzobispado de Buenos Aires. En 2003 fue homenajeada en la edición de la Feria Internacional del Libro de Buenos Aires.

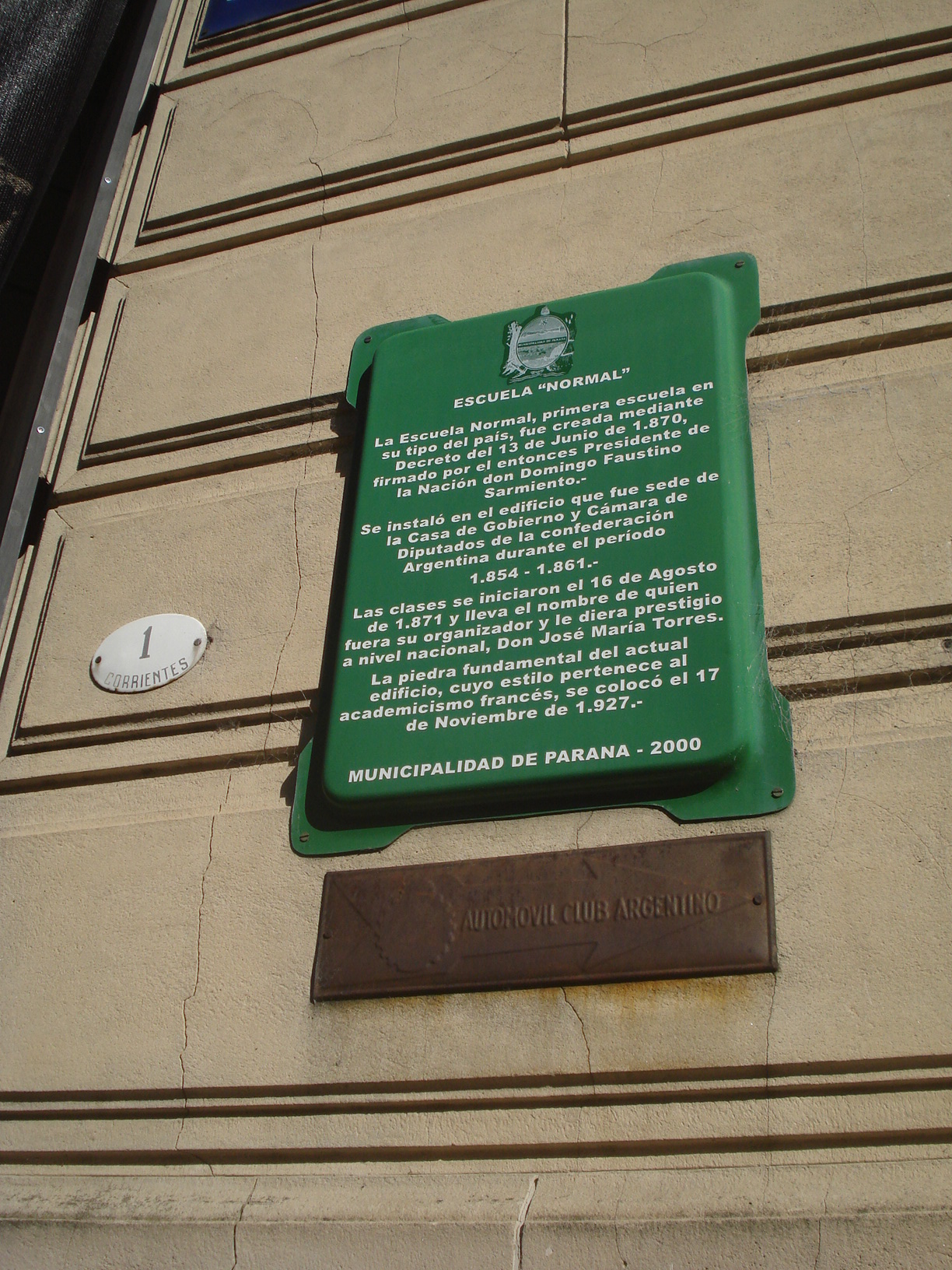
Escuela Normal José María Torres

En 2004 recibió el Premio Golda Meir de la Universidad Hebrea de Jerusalén y el mismo año fue designada miembro de número de la Academia Nacional de Educación.
En 2007 fue homenajeada por la Cámara de Diputados de la Nación por haber sido incluida entre los Mayores Notables Argentinos.
Dirigió diversas investigaciones sobre educación especial y alfabetización inicial y fue permanentemente convocada para dictar cursos y conferencias tanto en la Argentina como en el extranjero.
La provincia de Entre Ríos la homenajeó poniéndole su nombre a una de las aulas de la Escuela Normal José María Torres, de Paraná, primera escuela de maestros del país, fundada por Domingo Faustino Sarmiento.
Al día siguiente de su fallecimiento todas las escuelas de la Ciudad de Buenos Aires hicieron un minuto de silencio en su honor.
Tuvo dos hijas, Silvia Elsa y Cecilia Paulina (1952-2005). Quedó viuda a los 40 años.

## Pensamiento
El rol del maestro es, desde luego, un rol esencial, muy complejo y muy gratificante. Ante todo, debe ser él mismo un lector apasionado para transmitirle al alumno el entusiasmo por la lectura y estar interesado en todos los géneros literarios.
Pero, al mismo tiempo, debe tener una excelente formación profesional para conocer a los alumnos en su nivel evolutivo y las experiencias culturales en el medio social y cultural de cada uno según cual fuere la lengua o el nivel educacional de la familia en que se desarrolló.
Debe tener conocimientos sobre la lengua escrita y saber enseñarla, con habilidades para aplicar estrategias grupales, individuales y contextuales estableciendo, además, relaciones fluidas con la familia y la comunidad. Debe confiar en la aptitud de sus alumnos y en sí mismo para influir en su desarrollo.
El maestro necesita armonizar sus acciones en un contexto escolar propicio, discutiendo y planificando sus acciones en un proyecto compartido, en colaboración con sus colegas, a su vez coordinados por una dirección comprometida en un plan de colaboración entre pares que le dé sustento a cada uno y continuidad en el trabajo de todos.
Berta Perelstein de Braslavsky

## Cargos académicos
- Profesora Titular en Pedagogía Diferenciada en la Universidad Nacional de La Plata (1964-1975).
- Profesora Titular en Pedagogía Asistencial en la UBA (1964-1966) y (1973-1996).

- Profesora Honoraria de la Universidad de Buenos Aires (1985).
- Profesora Honoraria de la Universidad Nacional de La Plata (1986).
- Consultora de la UNESCO en Educación especial en los países de América Latina (1970-1976).
- Asesora técnica en Educación Especial de los gobiernos de Venezuela (1976-1979) y México (1979-1982).
- Consultora en el Programa de la Zona de Acción Prioritaria (ZAP) de la Secretaría de Educación del GCBA. (1998)[10]

## Obras
Algunas de sus obras fueron:
- Positivismo y antipositivismo en la Argentina (1952)[5]
- La querella de los métodos en la enseñanza de la lectura (1962)[5]
- La educación y el hombre argentino[11]
- Maestro más maestro[12]
- Reading in Argentina en Downing J.( ed). Comparative Reading, Mac Millan, (1973).[4]
- La Escuela Puede, Aique, Buenos Aires, (1992).[4]
- Escola e Alfabeticacao, UNESP, Brasil (1993).[4]
- Educational Tendencies in the Beginning of Reading and writing Instruction, en Literacy in Human Development, Oliveyra and Valsiner (ed) (1998), Ed Ablex Publisching Corporation, USA.[4]
- ¿Primeras letras o primeras lecturas?(2004)Ed Fondo de Cultura Económica, Buenos Aires.[5]
- Enseñar a entender lo que se lee. La alfabetización en la familia y en la escuela (2005)[5]